# Manuel Gamper (sciatore)
Manuel Gamper (1983) è un ex sciatore alpino svizzero.

## Biografia
Attivo in gare FIS dal gennaio del 1999, in Coppa Europa Gamper esordì il 15 gennaio 2003 a Veysonnaz in supergigante (66º, suo miglior piazzamento nel circuito) e prese per la terza e ultima volta il via il 5 febbraio 2005 nella medesima località in slalom speciale, senza completare la prova. Si ritirò durante la stagione 2005-2006 e la sua ultima gara fu uno slalom speciale FIS disputato il 28 gennaio a Obersaxen, chiuso da Gamper al 17º posto; in carriera non debuttò in Coppa del Mondo né prese parte a rassegne olimpiche o iridate.

## Palmarès

### Campionati svizzeri
- 1 medaglia:
  - 1 bronzo (combinata[senza fonte] nel 2003)